# Motore a combustione esterna

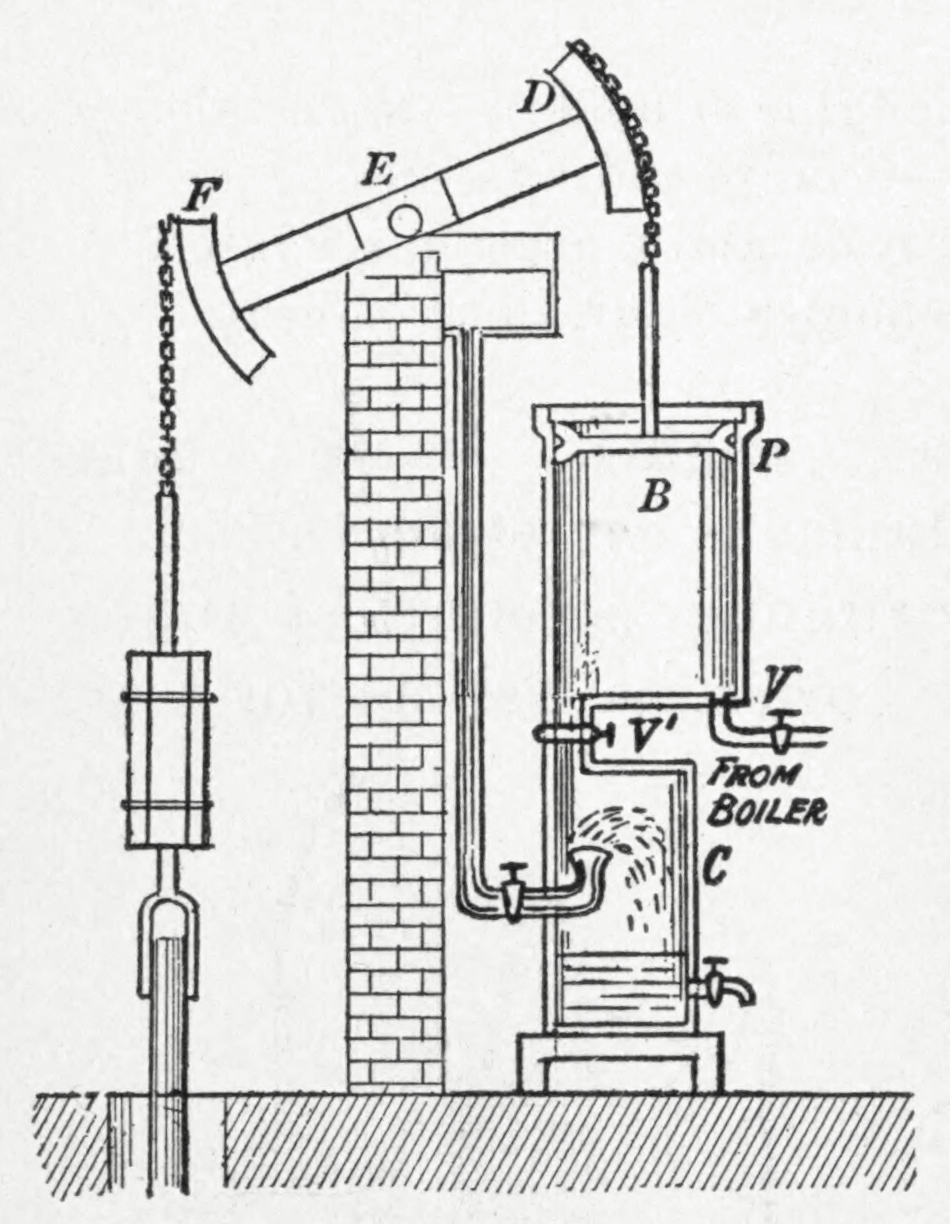
Schema del motore alternativo a vapore sviluppato da Watt

Il motore a combustione esterna è una tipologia di macchina motrice in cui il combustibile viene utilizzato per riscaldare un fluido di lavoro, attraverso il quale si realizza la conversione dell'energia termica in lavoro meccanico. Appartengono a questa categoria il motore a vapore (alternativo e rotativo cioè turbina a vapore) e il motore Stirling.

## Differenze con il motore a combustione interna
A parità di potenza, un motore a combustione esterna, è in genere, più ingombrante e pesante di un motore a combustione interna, perché deve contenere uno scambiatore di calore utilizzato per riscaldare il fluido di lavoro. Per contro, è più efficiente ed è meno critico relativamente al carburante da utilizzare. Inoltre la temperatura e la pressione relativamente basse della combustione portano ad una minore formazione di inquinanti (quali gli ossidi di azoto).
In un motore a combustione esterna è importante che tale combustione sia continua, uniforme, e quindi che avvenga in condizioni che possono essere considerate "ottimali", con rapporto ottimale tra combustibile e comburente, riducendo al massimo gli incombusti che si generano invece nei transitori di combustione (scoppi) dei motori endotermici a più tempi.
Nel caso di fluidi combusti con continuità, a bassa velocità di combustione, come in un generatore di vapore con motore a vapore, il complesso è molto più silenzioso di un motore a combustione interna, infatti non ci sono scoppi; in caso di fluidi combusti ad alta velocità, dove la velocità dei gas è elemento primario di produzione di spinta/energia si ha la più alta rumorosità (assoluta) per un motore (come dei motori a getto).

## Esempi e applicazioni
La turbina a vapore e il motore alternativo a vapore sono motori a combustione esterna. In queste macchine il calore ottenuto bruciando in generatore di vapore il combustibile, è utilizzato per portare l'acqua allo stato di vapore ad alta pressione. L'energia di pressione posseduta dal vapore viene trasformata in energia cinetica associata al movimento dei pistoni di un motore o delle palette della turbina.